# Peter Mathews

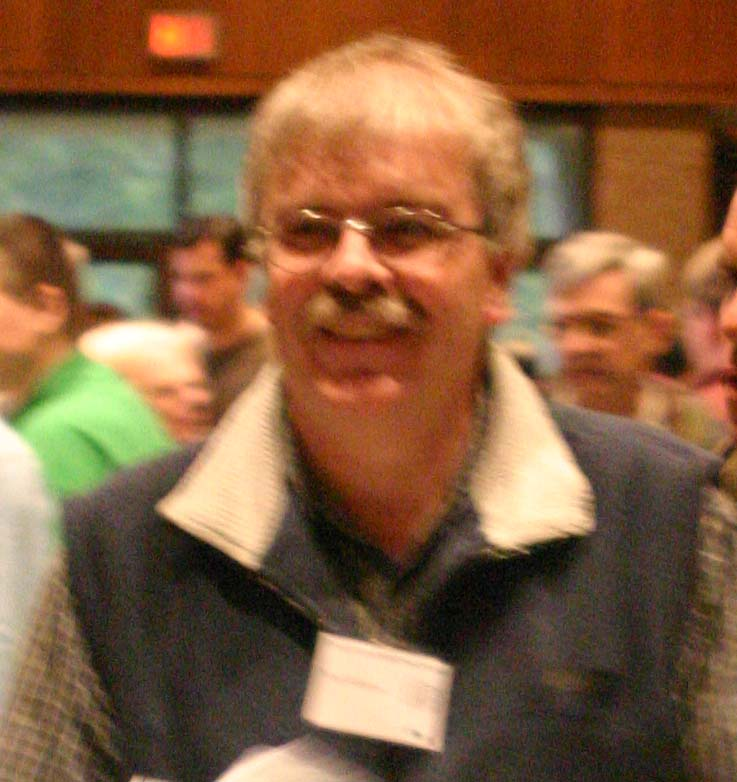

Peter Mathews es un arqueólogo, epigrafista y mayista australiano, nacido en 1951 en Canberra. Fue profesor de la Universidad de Calgary y codirector del proyecto arqueológico de Naachtún. También ha sido profesor de arqueología y de jeroglifos mayas en la Universidad de La Trobe.

## Datos biográficos
Se graduó como arqueólogo de la Universidad de Calgary y más tarde de la Universidad de Yale de una maestría y un doctorado en la misma área académica. En Yale estudió con Michael D. Coe.
Durante la década de 1960 identificó y denominó artefactos arqueológicos provenientes del Sitio Q en el Petén guatemalteco, presuntamente el yacimiento conocido como La Corona.
Participó en 1973 en la primera mesa redonda de Palenque, Chiapas, México.
En 1997, junto con otros colegas arqueólogos mexicanos, fue secuestrado y atacado por un grupo de facinerosos cuando trataron de impedir el saqueo de un yacimiento arqueológico llamado El Cayo, en la cuenca del río Usumacinta, Chiapas, cerca de la frontera con Guatemala. Su retorno a la civilización fue azaroso tal como él lo relata.

## Reconocimientos
- 1984 Fundación MacArthur (asociado)
- 2002 Miembro de la Academy of the Humanities in Australia

## Obra publicada
(en inglés)
- Mathews, Peter (n.d.). «Site Names and Codes». Who's Who in the Classic Maya World. Foundation for the Advancement of Mesoamerican Studies, Inc.
- Mathews, Peter (1991). «Classic Maya emblem glyphs».  En T. Patrick Culvert (ed.), ed. Classic Maya Political History: Hieroglyphic and Archaeological Evidence. School of American Research Advanced Seminars. Cambridge and New York: Cambridge University Press. pp. 19–29. ISBN 0-521-39210-1.
- Schele, Linda; and Peter Mathews (1998). The Code of Kings: The Language of Seven Sacred Maya Temples and Tombs. New York: Scribner. ISBN 0-684-80106-X. OCLC 37819972.
- Mathews, Peter; and Gordon R. Willey (1991). «Prehistoric polities of the Pasion region: hieroglyphic texts and their archaeological settings».  En T. Patrick Culbert (ed.), ed. Classic Maya Political History: Hieroglyphic and Archaeological Evidence. School of American Research advanced seminar series. Cambridge: Cambridge University Press. pp. 30–71. ISBN 0-521-39210-1. OCLC 20931118.
- Mathews, Peter (2005). «"Casper II": Complete List of Text References». Who's Who in the Classic Maya World. Foundation for the Advancement of Mesoamerican Studies, Inc. (FAMSI). Consultado el 6 de septiembre de 2009.
- "Maya Hieroglyph Dictionary", FAMSI
- Foster, Lynn V., Mathews, Peter, Handbook to life in the ancient Maya world, Oxford University Press US, 2005, ISBN 978-0-19-518363-4